# Nazionale maschile di beach soccer dell'Egitto
La nazionale di beach soccer dell'Egitto rappresenta l’Egitto nelle competizioni internazionali di beach soccer.

## Rosa
Aggiornata a luglio 2009
| N. |                   | Ruolo | Calciatore            |
| -- | ----------------- | ----- | --------------------- |
| 1  | Egitto (bandiera) | P     | Mohamed Fawzy         |
| 2  | Egitto (bandiera) | D     | Mohamed Zeinhom       |
| 4  | Egitto (bandiera) | A     | Mohamed Rashid Do'rom |
| 5  | Egitto (bandiera) | D     | Moustafa Abdelrahman  |
| 6  | Egitto (bandiera) | D     | Mido                  |

| N. |                   | Ruolo | Calciatore       |
| -- | ----------------- | ----- | ---------------- |
| 7  | Egitto (bandiera) | C     | Ahmed Abou Serie |
| 8  | Egitto (bandiera) | C     | Mizo             |
| 9  | Egitto (bandiera) | A     | Hany Ahmed       |
| 10 | Egitto (bandiera) | A     | Ali Elbarbary    |
| 22 | Egitto (bandiera) | P     | Mahmoud          |

Allenatore: Badr El Din Mahmoud